# Andreaea karsteniana
Andreaea karsteniana là một loài rêu trong họ Andreaeaceae. Loài này được Müll. Hal. mô tả khoa học đầu tiên năm 1874.